# 7543 Prylis
A 7543 Prylis (ideiglenes jelöléssel 1973 SY) egy kisbolygó a Naprendszerben. Cornelis Johannes van Houten,  Ingrid van Houten-Groeneveld és Tom Gehrels fedezte fel 1973. szeptember 19-én.